# Championnat du Luxembourg de football 1948-1949
Navigation
Saison précédente Saison suivante
La saison 1948-1949 du Championnat du Luxembourg de football était la 35e édition du championnat de première division au Luxembourg. Douze clubs sont regroupés au sein d'une poule unique où ils se rencontrent deux fois, à domicile et à l'extérieur. En fin de saison, les 3 derniers du classement sont relégués et les 3 premiers de Promotion d'Honneur (la deuxième division luxembourgeoise) sont promus.
Le CA Spora Luxembourg met fin au règne du Stade Dudelange, qui avait remporté toutes les éditions du championnat disputées depuis 1938. Le club de la capitale termine en tête du classement final, avec 4 points d'avance sur le CS Fola Esch et 9 sur le tenant du titre, le Stade Dudelange. C'est le 8e titre de champion du Luxembourg de l'histoire du club. Le Stade se console de la perte de son titre en conservant la Coupe du Luxembourg, après avoir battu le Racing Rodange en finale.

## Les 12 clubs participants
| - CA Spora Luxembourg - Racing Rodange - Promu de Promotion d'Honneur - SC Tétange - CS Fola Esch - Progrès Niedercorn - CS Pétange - Promu de Promotion d'Honneur | - The National Schifflange - Stade Dudelange - Union Luxembourg - US Dudelange - Red Boys Differdange - CS Obercorn - Promu de Promotion d'Honneur |

## Compétition

### Classement
Le barème utilisé pour établir le classement est le suivant :
- Victoire : 2 points
- Match nul : 1 point
- Défaite, forfait ou abandon : 0 point

| Rang | Équipe                  | Pts | J  | G  | N | P  | Bp | Bc | Diff |
| ---- | ----------------------- | --- | -- | -- | - | -- | -- | -- | ---- |
| 1    | CA Spora Luxembourg     | 38  | 22 | 18 | 2 | 2  | 65 | 26 | +39  |
| 2    | CS Fola Esch            | 34  | 22 | 16 | 2 | 4  | 57 | 24 | +33  |
| 3    | Stade Dudelange (T) (C) | 29  | 22 | 12 | 5 | 5  | 45 | 25 | +20  |
| 4    | National Schifflange    | 24  | 22 | 11 | 2 | 9  | 46 | 35 | +11  |
| 5    | Progrès Niedercorn      | 22  | 22 | 7  | 8 | 7  | 35 | 34 | +1   |
| 6    | Red Boys Differdange    | 21  | 22 | 8  | 5 | 9  | 50 | 38 | +12  |
| 7    | Union Luxembourg        | 21  | 22 | 6  | 9 | 7  | 44 | 39 | +5   |
| 8    | US Dudelange            | 21  | 22 | 8  | 5 | 9  | 40 | 46 | -6   |
| 9    | SC Tétange              | 17  | 22 | 7  | 3 | 12 | 34 | 50 | -16  |
| 10   | CS Obercorn (P)         | 17  | 22 | 7  | 3 | 12 | 32 | 63 | -31  |
| 11   | Racing Rodange (P)      | 16  | 22 | 7  | 2 | 13 | 36 | 46 | -10  |
| 12   | CS Pétange (P)          | 4   | 22 | 1  | 2 | 19 | 23 | 81 | -58  |

|  | Champion du Luxembourg 1948-1949                                                             |
|  | Participation au barrage de relégation                                                       |
|  | Relégation directe en Promotion d'Honneur                                                    |
|  | (T) Tenant du titre (C) Vainqueur de la Coupe du Luxembourg (P) Promu de Promotion d'Honneur |

### Barrage de relégation
Le SC Tétange et le CS Obercorn terminent le championnat à égalité à la 9e place, la dernière de non-relégable. Les deux clubs doivent donc disputer un barrage pour connaître le dernier club pouvant participer au championnat de Division d'Honneur la saison prochaine.
| Équipe 1   | Résultat | Équipe 2    |
| ---------- | -------- | ----------- |
| SC Tétange | 4 - 3    | CS Obercorn |

## Bilan de la saison
| Championnat du Luxembourg de football 1948-1949 |                                |
| Champion                                        | CA Spora Luxembourg (8e titre) |
| Coupes et trophées                              |                                |
| Vainqueur de la Coupe du Luxembourg 1948-1949   | Stade Dudelange                |
| Promotions et relégations                       |                                |
| Promus en Division d'Honneur                    | CS Grevenmacher                |
| Promus en Division d'Honneur                    | US Rumelange                   |
| Promus en Division d'Honneur                    | Jeunesse d'Esch                |
| Relégués en Promotion d'Honneur                 | Racing Rodange                 |
| Relégués en Promotion d'Honneur                 | CS Obercorn                    |
| Relégués en Promotion d'Honneur                 | CS Pétange                     |